# Coccidiose
Une coccidiose est une parasitose fréquente et cosmopolite causée par des coccidies, organismes unicellulaires de l'embranchement des Apicomplexes qui, au moins à un stade de leur développement, se développent dans l'intestin d'animaux (vertébrés ou non).
En pathologie, le terme « coccidiose » est un terme générique qui s'applique aux infections digestives, à transmission orofécale, provoquant des diarrhées aqueuses parfois sévères avec déshydratation (chez l'humain cryptosporidioses, isosporoses, cyclosporose), et non aux infections tissulaires (chez l'humain toxoplasmose, sarcocystose), qui sont appelées par leurs noms propres.
De nombreuses espèces animales peuvent être touchées : par importance économique, surtout les oiseaux , les lapins, les veaux, les chats et chiens, les chèvres, l'écureuil roux européen...

## Lapin
On distingue la coccidiose hépatique et la coccidiose intestinale. Les lapins peuvent être infectés à tout âge, le plus souvent sous forme d'infection mixte.

### Prévention
L'hygiène permet de limiter le nombre de coccidies et donc les infestations.

### Transmission
La coccidiose est très contagieuse. La contamination par la coccidiose s'opère par l'absorption de fèces qui contiennent des oocystes devenus contaminants dans le milieu extérieur. La transmission a lieu de manière horizontale, entre individus non apparentés, ou bien verticale, de la mère à ses lapereaux.

### Symptômes
Les lapereaux ont, lors de coccidioses intestinales, des diarrhées aqueuses, ainsi qu'un tympanisme (accumulation de gaz dans le tractus gastro-intestinal) et une perte d'appétit. 
En revanche, lors d'une coccidiose hépatique, peu de symptômes sont visibles, néanmoins, une cholestase peut induire une constipation, une diminution de la prise de poids, ainsi qu'une apathie générale voire la mort.

### Diagnostic et prise en charge
Un comptage des oocystes est réalisé au microscope, puis un comptage selon la technique de MacMaster. Le traitement est préconisé lorsqu'il s'agit d'une infestation par Eimeria stiedae, et dans le cas d'autres souches quand l'infestation atteint 5 000 oocystes par gramme de contenu intestinal, ou 2 000 ooscytes pour les espèces particulièrement pathogènes, ou 300 ooscytes par gramme de crottes,. L'administration de sulfamidés avec du triméthoprime dans le cas d'une coccidiose hépatique. Dans le cas d'une coccidiose intestinale, de la sulfadiméthoxine est administrée dans l'eau de boisson.

#### Précautions
Dans le cadre de l'élevage de lapins, un temps d'attente de 21 jours est à respecter après l'administration de sulfamidés en France.

## Humain

### Diagnostic et traitement
L'observation des selles au microscope (examen parasitologique des selles) ou une prise de sang (sérologie).
Les principales mesures sont prophylactiques.
Les médicaments utilisés contre les coccidioses sont des antibiotiques (sulfamides, fluoroquinolones, rifamycines).